# Veasna Chea Leth
Veasna Chea Leth (1944) és una advocada de Cambodja. Va ser la primera dona estudiant de dret a la Reial Universitat de Dret i Economia de Cambodja, i va viure en un espai subterrani sota la universitat a causa de la manca de dormitoris femenins. El 1999 va continuar estudis de dret a França i el 2006 va obtenir un màster es Estudi de Política Social i Desenvolupament Internacional Sostenible, teories i pràctiques a la School for International Training de Vermont (Estats Units). Ha treballat com a assessora de desenvolupament social a l'ambaixada britànica a Cambodja i el 2009-2011 com a consultor de polítiques de gestió de desastres del Banc Mundial. En 2018 fou proposta a la llista 100 Women BBC.

## Obres
- The Effectiveness of law enforcement against forest and wildlife crime. A study of enforcement disincentives and other relevant factors in Southwestern Cambodia amb Gordon Claridge i In Van Chhoan.